# Anselmo Eyegue
Anselmo Eyegue Nfono (5 september 1990) is een Equatoriaal Guinees voetballer. Hij speelt sinds 2009 als aanvaller bij CD Alcoyano.

## Clubvoetbal
Anselmo Eyegue werd geboren in Equatoriaal Guinea, maar hij verhuisde al op jonge leeftijd naar Barcelona. Van 2003 tot 2008 speelde hij voor de jeugdelftallen van CF Damm, waarna de aanvaller in 2008 naar de Juvenil A van FC Barcelona kwam. Met de Juvenil A won hij in 2009 de regionale groep van de División de Honor en de Copa de Campeones. In 2009 vertrok Anselmo naar CD Alcoyano.

## Nationaal elftal
Anselmo Eyegue debuteerde op 15 juni 2008 tegen Nigeria voor het nationaal elftal van Equatoriaal Guinee. Ook tijdens de kwalificatiewedstrijd voor het WK 2010 werd de aanvaller geselecteerd voor Nzalang Nacional.